# Banjarbendo
Banjarbendo is een bestuurslaag in het regentschap Sidoarjo van de provincie Oost-Java, Indonesië. Banjarbendo telt 8981 inwoners (volkstelling 2010).